# Louis Lafitte
Pour les articles homonymes, voir Lafitte.
 (février 2015).
Louis Lafitte, né le 15 novembre 1770 à Paris et mort dans la même ville le 3 août 1828, est un peintre français.

## Biographie
Louis Lafitte naît à Paris le 15 novembre 1770. Il est fils d'un maître perruquier qui héberge, vers 1778, le peintre Simon Mathurin Lantara (1729-1778), un artiste doué mais pauvre. Lantara décèle un don pour le dessin chez le fils de son hôte. Louis Lafitte devient ainsi l'élève de deux graveurs : Gilles Demarteau (1750-1802) puis, en 1786, Jean-Baptiste Regnault (1754-1829).
Admis à l'Académie royale de peinture et de sculpture à Paris, il obtient le grand prix de Rome de peinture de 1791. Il est le dernier peintre envoyé à Rome sous le règne de Louis XVI.
En 1793, il doit fuir le palais Mancini à cause du soulèvement italien contre les Français, qui se solde par l'assassinat du diplomate Nicolas-Jean Hugou de Bassville. Il se réfugie à Florence, où il est nommé professeur d'académie.
En 1795, il rentre à Paris et s'installe au 17 rue du Théâtre Français (aujourd'hui 21 rue de l'Odéon). Il peint en compagnie des artistes Constance-Marie Charpentier (1767-1849), qui habite les lieux depuis son mariage en février 1793, et Pierre Bouillon, qui demeure dans la même rue.
Il se marie en 1796 et a une fille. 
Des embarras financiers l'obligent à s'orienter vers la décoration et l'illustration. En 1796, il fournit douze dessins du Calendrier républicain. Il produit aussi des décorations peintes sur papier huilé, destinées à être éclairées et vues par transparence (gravée par Salvatore Tresca).
En 1800, il travaille au château de Malmaison avec l'architecte Charles Percier. Il y orne plusieurs pièces, dont la salle à manger où il peint sur stuc, en camaïeu, huit danseuses dans le style pompéien.
En 1809, le Sénat lui commande une toile monumentale représentant L'Établissement de la République Cisalpine à Milan le 9 juillet 1797. Mais il n'arrive pas à composer la scène.
En 1810, il décore la maquette en grandeur nature de l'arc de triomphe de l'Étoile, sous lequel l'Empereur et Marie-Louise doivent passer lors de leur entrée à Paris, le 2 avril. Il peint en trompe-l'œil les bas-reliefs représentant Les Embellissements de Paris, La Législation, l'Industrie nationale, La Clémence de l'Empereur et L'Arrivée de l'Impératrice.
Le 9 juin 1811, à l'occasion du baptême du prince impérial, il dessine une médaille commémorative que grave Jean-Bertrand Andrieu (1761-1822). L'avers représente l'Empereur de profil, couronné de lauriers. Le revers le montre debout devant son trône, en costume d'apparat, soulevant son fils au-dessus des fonts baptismaux. Une seconde médaille porte, au revers, l'inscription : « À l'Empereur, les bonnes villes de l'Empire : Paris, Rome, Amsterdam […] » (quarante neuf villes en tout)
De 1800 à 1814, il dessine des modèles pour la Manufacture de Sèvres, dont le vase intitulé Louis XIV règne par lui-même, 1661 (Salon de 1828).
De 1807 à 1808, il réalise les décors du Théâtre de l'Impératrice, reconstruit  par Chalgrin.
De 1814 à 1816, il collabore, avec Merry-Joseph Blondel, à douze motifs de papier peint, en camaïeu de gris ou de sépia, sur le thème des Amours de Psyché et de Cupidon, d'après le roman de Jean de La Fontaine. 
En 1816, il se rend à Londres. Le roi Georges III lui commande des dessins pour Carlton House, à l'occasion d'une fête.
Revenu en France, il réalise des dessins pour la naissance du duc de Bordeaux en 1820, et pour le sacre de Charles X en 1825.
En 1823, il reçoit les insignes de chevalier de la Légion d'honneur comme dessinateur du cabinet du roi.
Il meurt des suites d'une courte maladie, en son domicile sis place des Quatre-Nations (actuelle place de l'institut - 6e arrondissement de Paris), le 3 août 1828.
Il est inhumé au cimetière du Père-Lachaise, dans la (28e division).
Ses biens sont vendus aux enchères du 18 au 24 décembre 1828.

## Collections publiques
- Musée des beaux-arts d'Angers :
  - Figure Allégorique de la Liberté

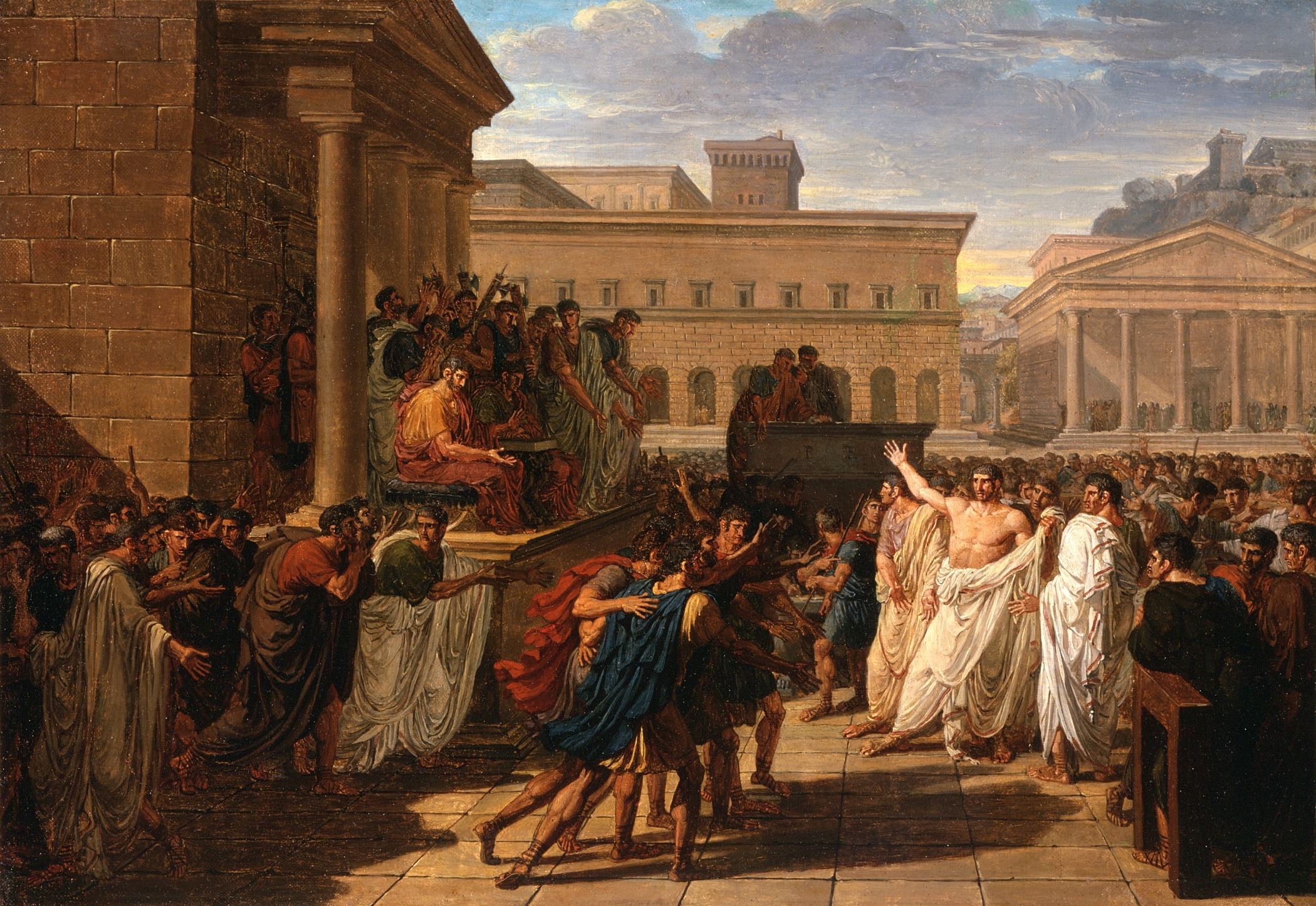
Brutus écoutant les ambassadeurs des Tarquins au Musée d'art du comté de Los Angeles.

  - Projets pour revers de médailles commémoratives
- Dijon, musée Magnin :
  - Thermidor, huile sur toile
  - Portrait de jeune homme
  - Modèle de fontaine à thé (1) et (2)
- Musée national du château de Fontainebleau : Allégorie de la naissance du Roi de Rome, aquarelle
- Château de Laval :
  - Psyché au bain, papier peint, édition originale par la manufacture Joseph Dufour en 1815, d'après des dessins de Merry-Joseph Blondel et Louis Laffitte[8]
  - Psyché recueillie par un pêcheur, papier peint, édition originale par la manufacture Dufour en 1815, d'après des dessins de Merry-Joseph Blondel et Louis Laffitte[9]
  - Psyché voulant poignarder l'Amour, papier peint, édition originale par la manufacture Dufour en 1815, d'après des dessins de Merry-Joseph Blondel et Louis Laffitte[10]
- Château de Malmaison : Danseuses, 1800, huit peintures murales pour la salle à manger, et peintures pour d'autres pièces
- Montpellier, musée Fabre : dessins
- Montreuil, musée de l'Histoire vivante, douze dessins en noir et blanc, projets pour le calendrier républicain.
- Paris, École nationale supérieure des beaux-arts : Regulus retournant à Carthage
- Paris, Bibliothèque nationale de France : Char triomphal sur lequel les cendres de Voltaire furent transportées, 1793
- Paris, Fondation Dosne-Thiers, quatre dessins pour la décoration de la maquette de l'arc de Triomphe de l'Étoile, 1810 :
  - Clémence de l'Empereur
  - La Législation
  - Les Embellissements de Paris
  - l'Industrie
- Paris, musée du Louvre : Un Gladiateur mourant, 1795, huile sur toile
- Paris, palais du Luxembourg :
  - l'Établissement de la République Cisalpine, à Milan le 9 juillet 1797, 1809
  - Allégorie de la naissance du Roi de Rome, 1811, aquarelle
- Monnaie de Paris : Baptême du Roi de Rome, deux modèles de médaille
- Paris, Théâtre de l'Odéon: décors détruits lors de l'incendie de 1819
- Poitiers, musée Sainte-Croix : Portrait de Famille
- Pontoise, musée Tavet-Delacour : Achille pleurant sur le corps de Patrocle
- Musée des beaux-arts de Rouen : Regulus retournant à Carthage, deuxième esquisse
- Manufacture nationale de Sèvres : Louis XIV règne par lui-même, 1661, Salon de 1828, dessin pour le vase[5]

### Dessins
- Orléans, musée des Beaux-Arts : Les Trois Âges, ou Une famille de héros antique, vers 1790, pierre noire sur papier bleu-vert, 16 x 21,5 cm[11].

### Estampes
- Léda et le Cygne, vers 1793, dessin ayant servi pour le mois de Thermidor dans le calendrier républicain.
- Regulus retournant à Carthage, gravé par Normand, parue dans Les Annales du Musée, planche 7.
- Le festin royal, gravé par François Noël Sellier et Auguste II Blanchard[12].

### Médailles
- Médaille commémorative du baptême du Roi de Rome, 1811, dessins

### Illustrations
- Recueil complet de gravures, faites d'après les dessins de M. Lafitte, dont partie des Annales du Musée; Principes de dessins, têtes d'étude, les fêtes pour le retour du Duc d'Angoulême, plusieurs portraits et un grand nombre de vignettes pour différents ouvrages[13]

## Salons
- 1795 : Gladiateur mourant
- 1798 : Portrait de Saint-Prix
- 1806 :
  - Bataille de Rivoli
  - Feu d'artifice tiré le 16 décembre 1804 à l'occasion du couronnement
  - Portrait de Bernardin de Saint-Pierre
  - Sujet de Paul et Virginie
  - Mars et Vénus
- 1808 : Clémence de Napoléon envers Madame de Hatzfeld, lui accordant la grâce de son mari
- 1810 :
  - Clémence de l'Empereur
  - La Législation
  - Les Embellissements de Paris
  - l'Industrie